# Antribídeos

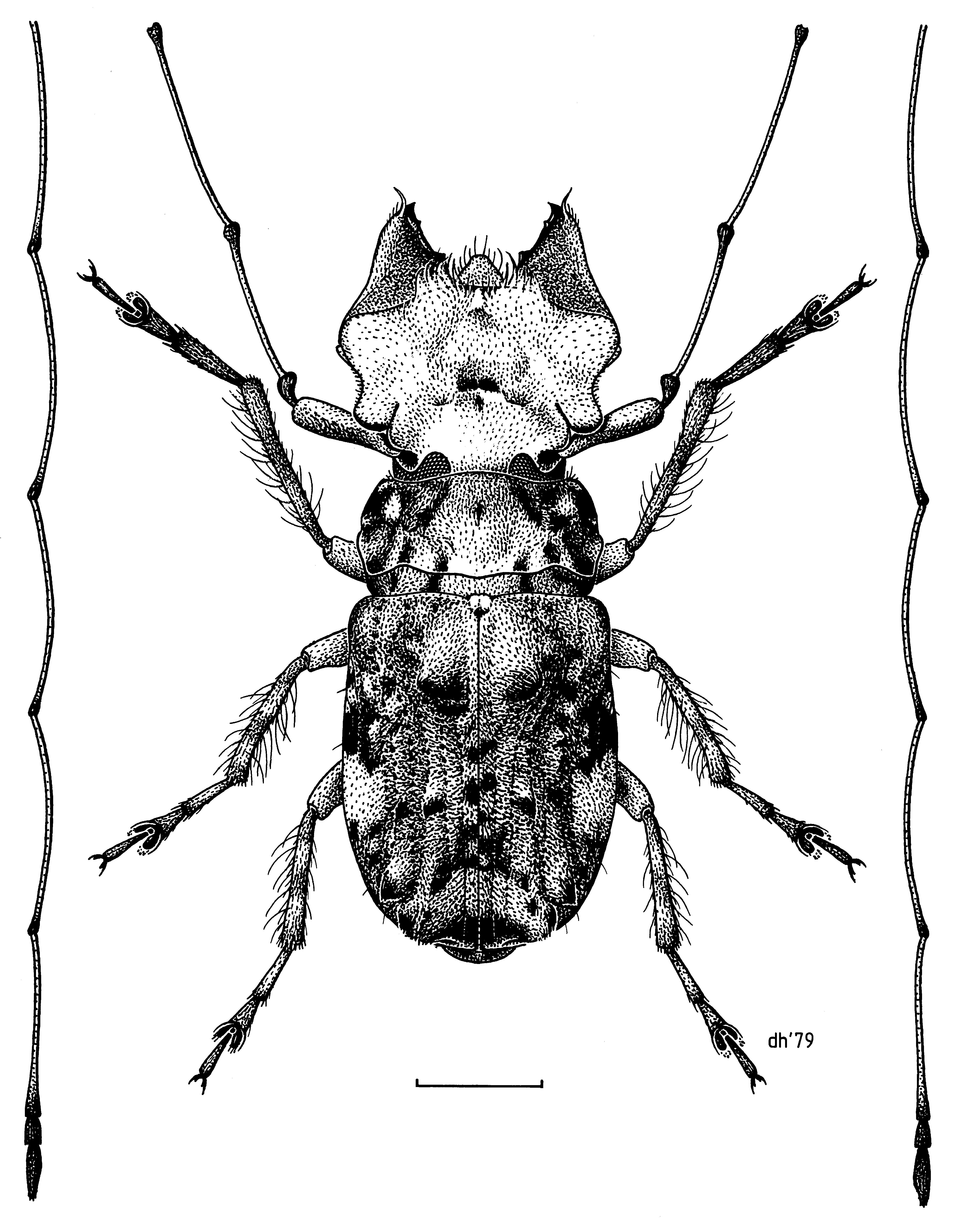
Hoherius meinertzhageni

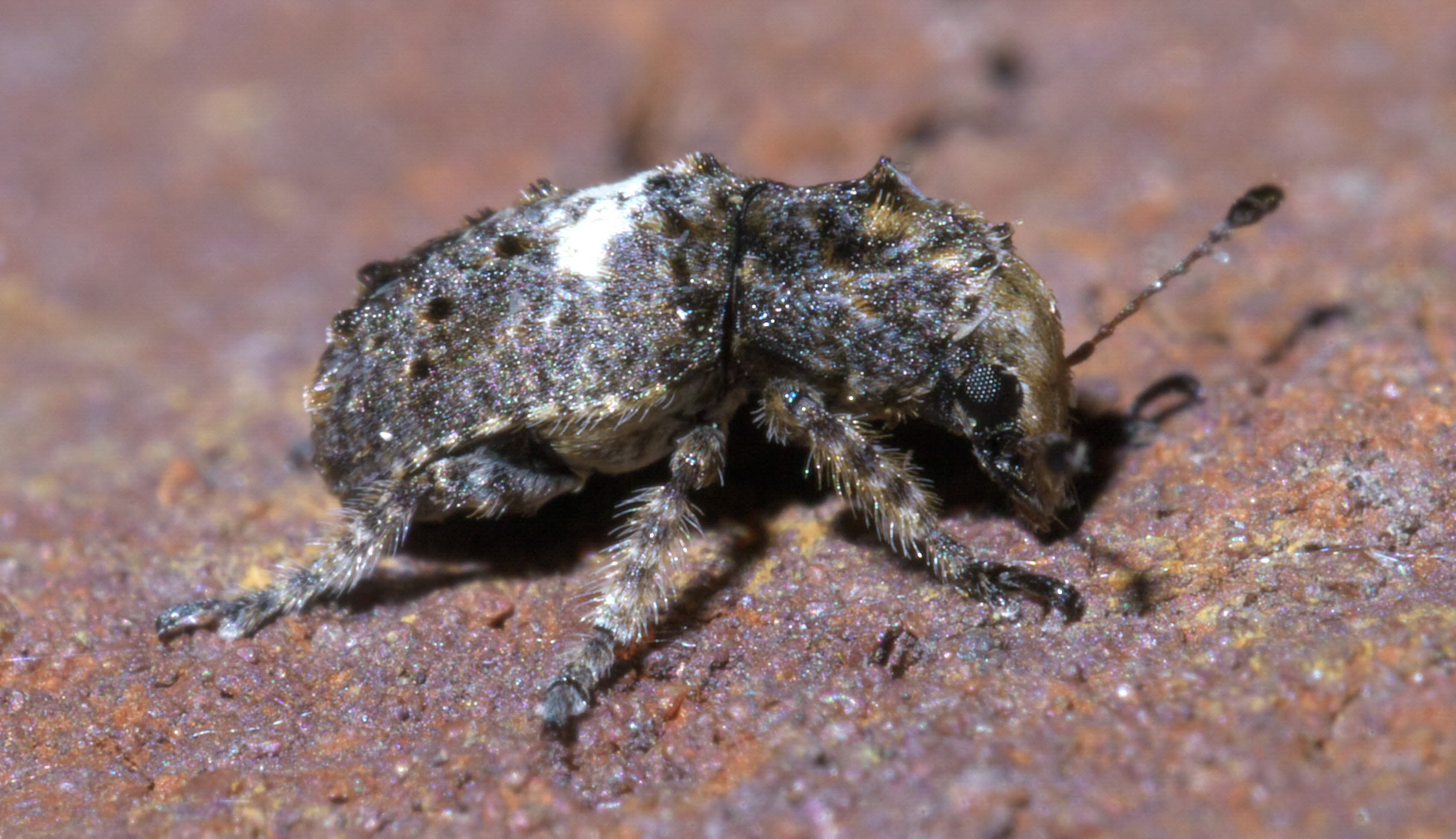
Toxonotus cornutus

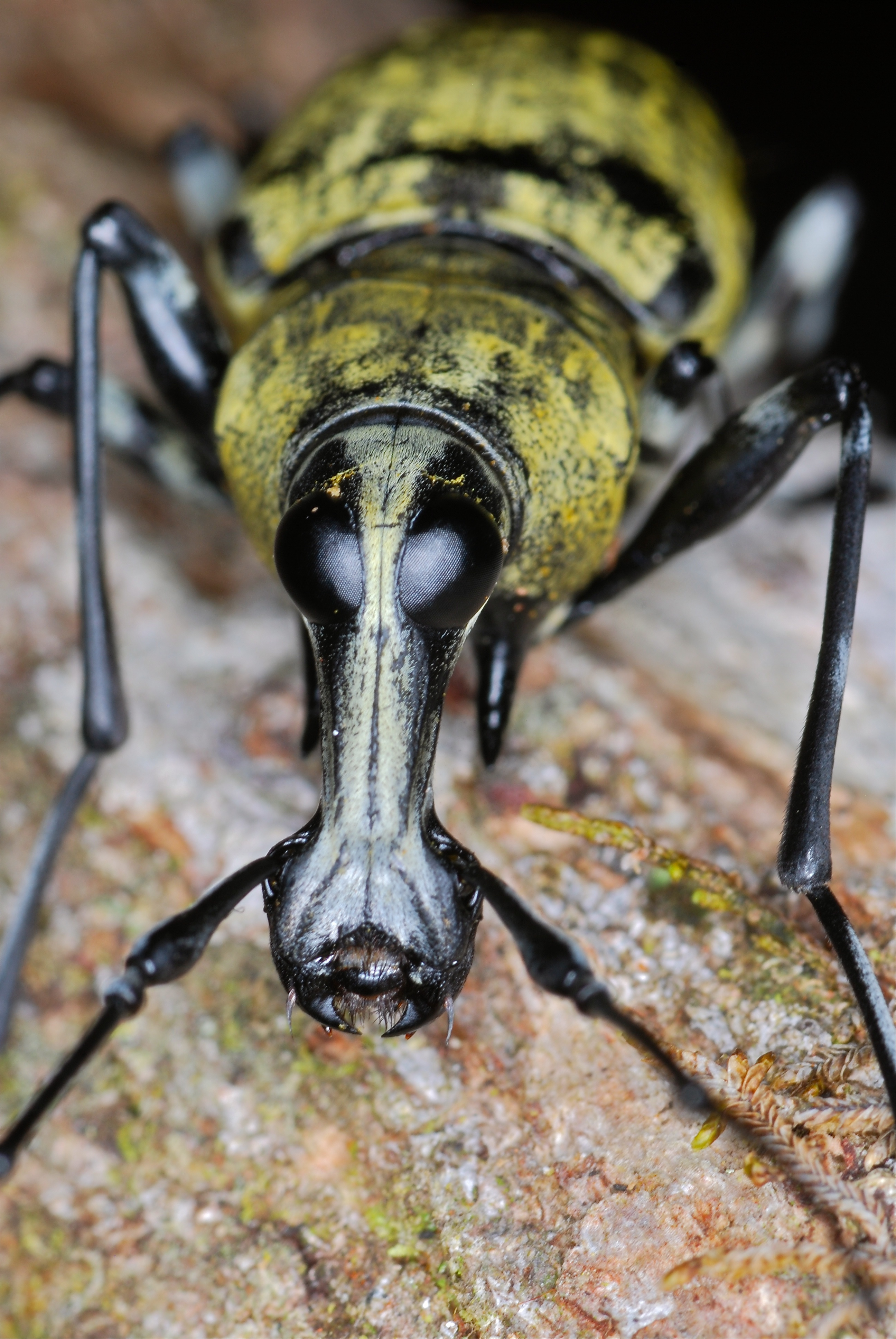
Gorgulho do fungo

Antribídeos (Anthribidae) é uma família de besouros também conhecidos como gorgulhos de fungo. As antenas não são acotoveladas, podem ocasionalmente ser mais longas que o corpo e em forma de fio, e podem ser as mais longas de qualquer membro de Curculionoidea. Como nos Nemonychidae, o labrum aparece como um segmento separado do clípeo, e os palpos maxilares são longos e salientes.
A maioria dos antribídeos se alimenta de fungos ou matéria vegetal em decomposição, e as larvas se alimentam de madeira morta. Algumas espécies de Choraginae se alimentam de sementes, algumas são pragas de produtos armazenados e, incomumente, Anthribus se alimenta de insetos de escamas moles.
Há ao redor de 3900 espécies em mais de 370 géneros ao todo.

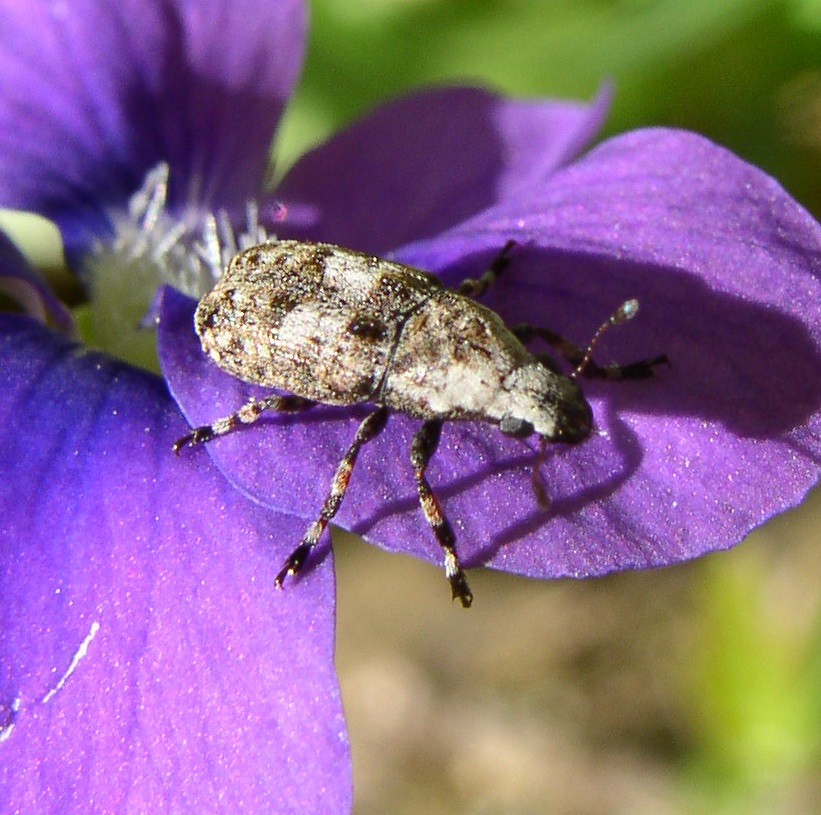
Euparius marmoreus

## Referências

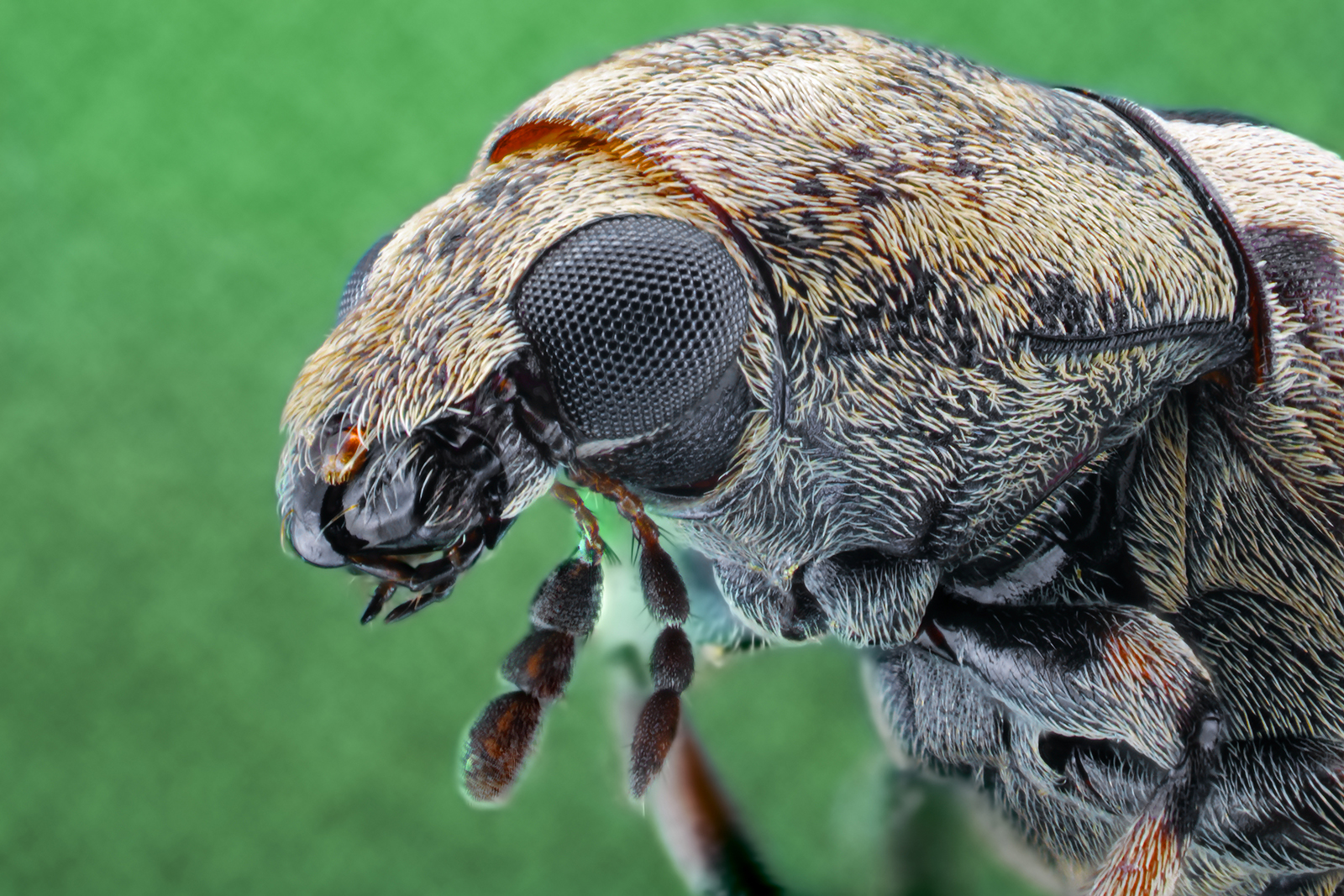
Foto de gorgulho de fungo (Anthribidae)

## Géneros
- Acanthopygus
- Acanthothorax
- Acarodes
- Acaromimus
- Achoragus
- Acorynus
- Adoxastia
- Aethessa
- Afrocedus
- Allandrus
- Alloderes
- Alloplius
- Alloschema
- Alticopus
- Altipectus
- Ambonoderes
- Amecus
- Anacerastes
- Analotes
- Anaulodes
- Ancylotropis
- Androceras
- Anhelita
- Anthrenosoma
- Anthribidus
- Anthribulus
- Anthribus
- Anthrimecus
- Antioxenus
- Apatenia
- Apinotropis
- Apolecta
- Apolectella
- Arachnocaulus
- Araecerus
- Araeocerodes
- Araeocerus
- Araeocorynus
- Araeoderes
- Arecopais
- Asemorhinus
- Astianus
- Atinellia
- Atophoderes
- Atoporhis
- Aulodina
- Autotropis
- Balanodes
- Barra
- Barridia
- Baseocolpus
- Basidissus
- Basitropis
- Batyrhinius
- Blaberops
- Blaberus
- Blabirhinus
- Botriessa
- Brachetrus
- Brachylaenus
- Brachytarsoides
- Brachytarsus
- Brevibarra
- Bruchela
- Bythoprotus
- Caccorhinus
- Cacephatus
- Callanthribus
- Caranistes
- Catephina
- Cedus
- Cenchromorphus
- Cerambyrhynchus
- Cercomorphus
- Chirotenon
- Choragus
- Cisanthribus
- Cleorisintor
- Cleranthribus
- Commista
- Contexta
- Cornipila
- Corrhecerus
- Corynaecia
- Cratoparis
- Cybosoma
- Cylindroides
- Dasycorynus
- Dasyrhopala
- Decataphanes
- Dendropemon
- Dendrotrogus
- Derisemias
- Derographium
- Deropygus
- Deuterocrates
- Diastatotropis
- Dinema
- Dinephrius
- Dinocentrus
- Dinomelaena
- Dinosaphis
- Directarius
- Discotenes
- Disphaerona
- Dissoleucas
- Doeothena
- Dolichocera
- Domoptolis
- Doticus
- Dysnocryptus
- Dysnos
- Ecelonerus
- Echotropis
- Ecprepia
- Ectatotarsus
- Eczesaris
- Enedreutes
- Enedreytes
- Ennadius
- Enspondus
- Entaphioides
- Entromus
- Eothaumas
- Epargemus
- Epicerastes
- Epidysnos
- Epitaphius
- Erotylopsis
- Esocus
- Ethneca
- Etnalis
- Euciodes
- Eucloeus
- Eucorynus
- Eucyclotropis
- Eugigas
- Eugonissus
- Eugonodes
- Eugonops
- Eugonus
- Eupanteos
- Euparius
- Euphloeobius
- Eurymycter
- Eusintor
- Eusphyrus
- Euxenus
- Euxuthus
- Exechesops
- Exechontis
- Exillis
- Exurodon
- Genethila
- Gibber
- Gnoticarina
- Gomphides
- Goniocloeus
- Gonotropis
- Griburiosoma
- Gulamentus
- Gymnognathus
- Gynandrocerus
- Habrissus
- Hadromerina
- Heniocera
- Fira
- Holophloeus
- Holostilpna
- Homocloeus
- Homoeodera
- Hormiscops
- Hucus
- Hybosternus
- Hylopemon
- Hypselotropis
- Hypseus
- Icospermus
- Idiopus
- Illis
- Ischnocerus
- Jordanthribus
- Lagopezus
- Lemuricedus
- Limiophaula
- Litocerus
- Litotropis
- Mallorrhynchus
- Mauia
- Mecocerina
- Mecocerus
- Meconemus
- Mecotarsus
- Mecotropis
- Meganthribus
- Megatermis
- Melanopsacus
- Mentanus
- Merarius
- Meriolus
- Mesidiotropis
- Messalius
- Misthosima
- Misthosimella
- Monocloeus
- Monosirhapis
- Morphocera
- Mucronianus
- Mycteis
- Mylascopus
- Nausicus
- Neanthribus
- Nemotrichus
- Nerthomma
- Neseonos
- Nesidobius
- Nessiabrissus
- Nessiara
- Nessiaropsis
- Nessiodocus
- Nistacares
- Notiana
- Notioxenus
- Notoecia
- Noxius
- Opisolia
- Ormiscus
- Orthotropis
- Oxyconus
- Oxyderes
- Ozotomerus
- Palazia
- Panastius
- Pantorhaenas
- Parablops
- Paramesus
- Paranthribus
- Paraphloeobius
- Parexillis
- Paropus
- Penestica
- Peribathys
- Phaenithon
- Phaenotherion
- Phaenotheriopsis
- Phaeochrotes
- Phaulimia
- Phides
- Phloeobiopsis
- Phloeobius
- Phloeomimus
- Phloeopemon
- Phloeophilus
- Phloeops
- Phloeotragus
- Phoenicobiella
- Phrynoidius
- Physopterus
- Piezobarra
- Piezocorynus
- Piezonemus
- Pioenia
- Platyrhinus
- Platystomos
- Plesiobasis
- Plintheria
- Polycorynus
- Proscopus
- Protaedus
- Protomerus
- Prototropis
- Pseudeuparius
- Pseudocedus
- Pseudochoragus
- Ptychoderes
- Rawasia
- Rhaphitropis
- Rhinobrachys
- Rhinotropis
- Scirtetinus
- Scymnopis
- Sintor
- Sintorops
- Sphinctotropis
- Stenocerus
- Stenorhis
- Stiboderes
- Strabops
- Straboscopus
- Streneoderma
- Sympaector
- Syntophoderes
- Systaltocerus
- Talpella
- Taphrodes
- Tapinidius
- Telala
- Telphes
- Tetragonopterus
- Tophoderes
- Toxonotus
- Trachycyphus
- Trachytropis
- Tribotropis
- Tropideres
- Tropiderinus
- Tropidobasis
- Ulorhinus
- Uncifer
- Urodon
- Uterosomus
- Vitalis
- Xenanthribus
- Xenocerus
- Xenognathus
- Xenopternis
- Xenorchestes
- Xenotropis
- Xylinada
- Xylinades
- Xylopoemon
- Xynotropis
- Zopyrinus
- Zygaenodes